# Crepis nicaeensis
Crepis nicaeensis là một loài thực vật có hoa trong họ Cúc. Loài này được Balb. mô tả khoa học đầu tiên.